# 中の瀬戸大橋
中の瀬戸大橋（なかのせとおおはし）は、広島県呉市の平羅島と中ノ島を繋ぐを繋ぐ道路橋。

## 概要
1998年10月完成。元々は広島県の「大崎下島地区広域営農団地農道整備事業」により建設された農道橋であり、現在は呉市が管理している。本州と安芸灘諸島を8つの橋で結ぶ安芸灘諸島連絡架橋の一つであり通称「安芸灘6号橋」、大崎下島広域農道の一部を構成する。
大崎下島と岡村島の間にある平羅橋・中の瀬戸大橋・岡村大橋の3橋含めた大崎下島広域農道は「安芸灘オレンジライン」の愛称で呼ばれる。この中で、中の瀬戸大橋は1995年先に完成した岡村大橋と全く同じ種類のアーチ橋であり、架設工法も同じである。2つのアーチ橋の違いは、中の瀬戸の方が全体的にやや大きく、それに伴い橋脚が1基多いことである（岡村大橋の諸元、および平羅橋が違う理由は当該項目参照）。2012年公開のアニメーション映画『ももへの手紙』にこの2つの橋がモデルとなったアーチ橋が登場する。

## 諸元
- 路線名 : 大崎下島広域農道
- 橋長 : 251.0m[1]
- 幅員 : 車道5.5m + 歩道1.5m[1]
- 航路限界 : 21.5m[1]
- 上部工形式 : バスケットハンドル型ニールセンローゼ橋[1]
  - アーチスパン : 192.8m[1]
  - アーチライズ : 30.0m[1]

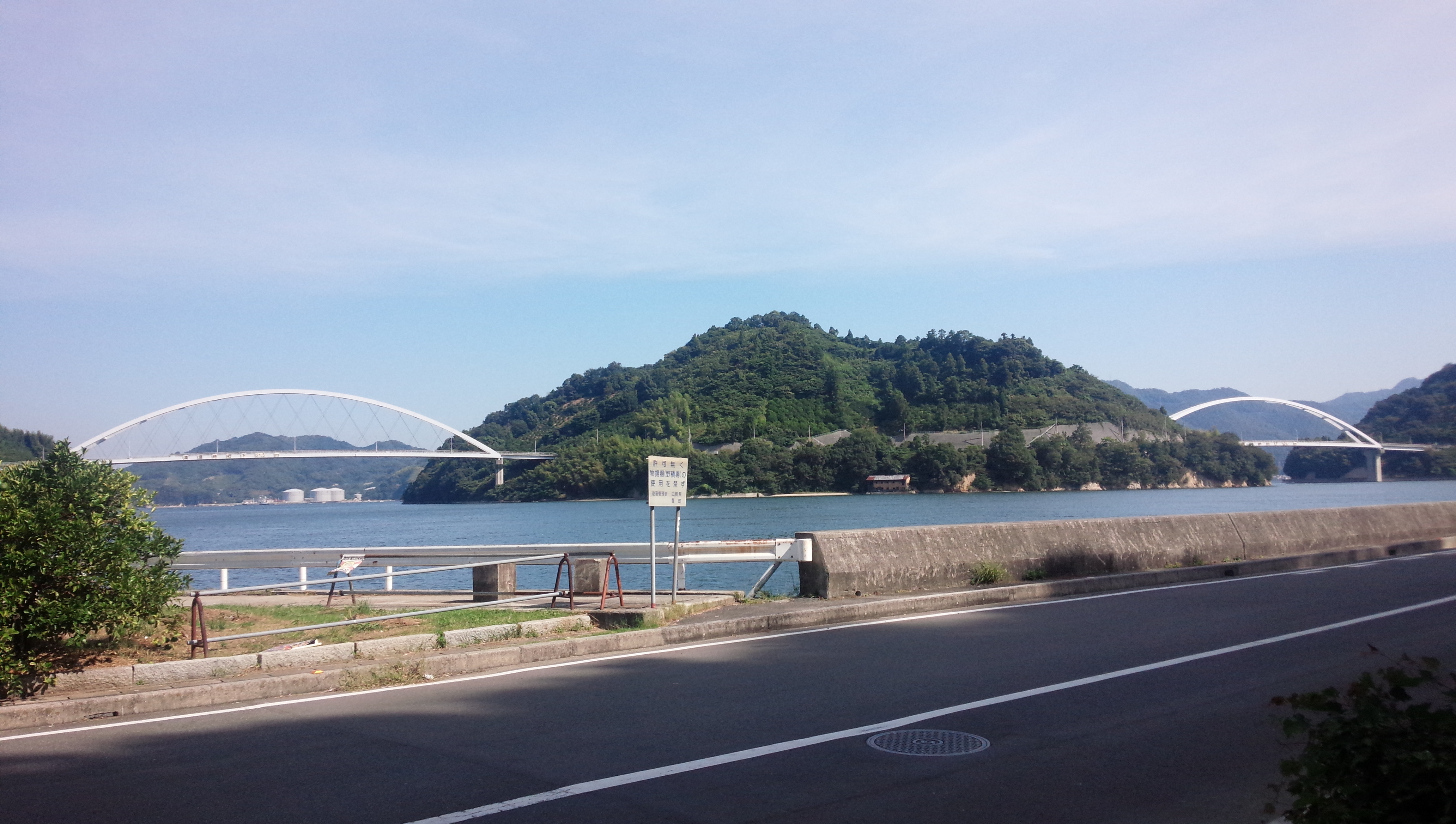
大崎下島小長港より撮影。左の橋が中の瀬戸大橋、右が岡村大橋。
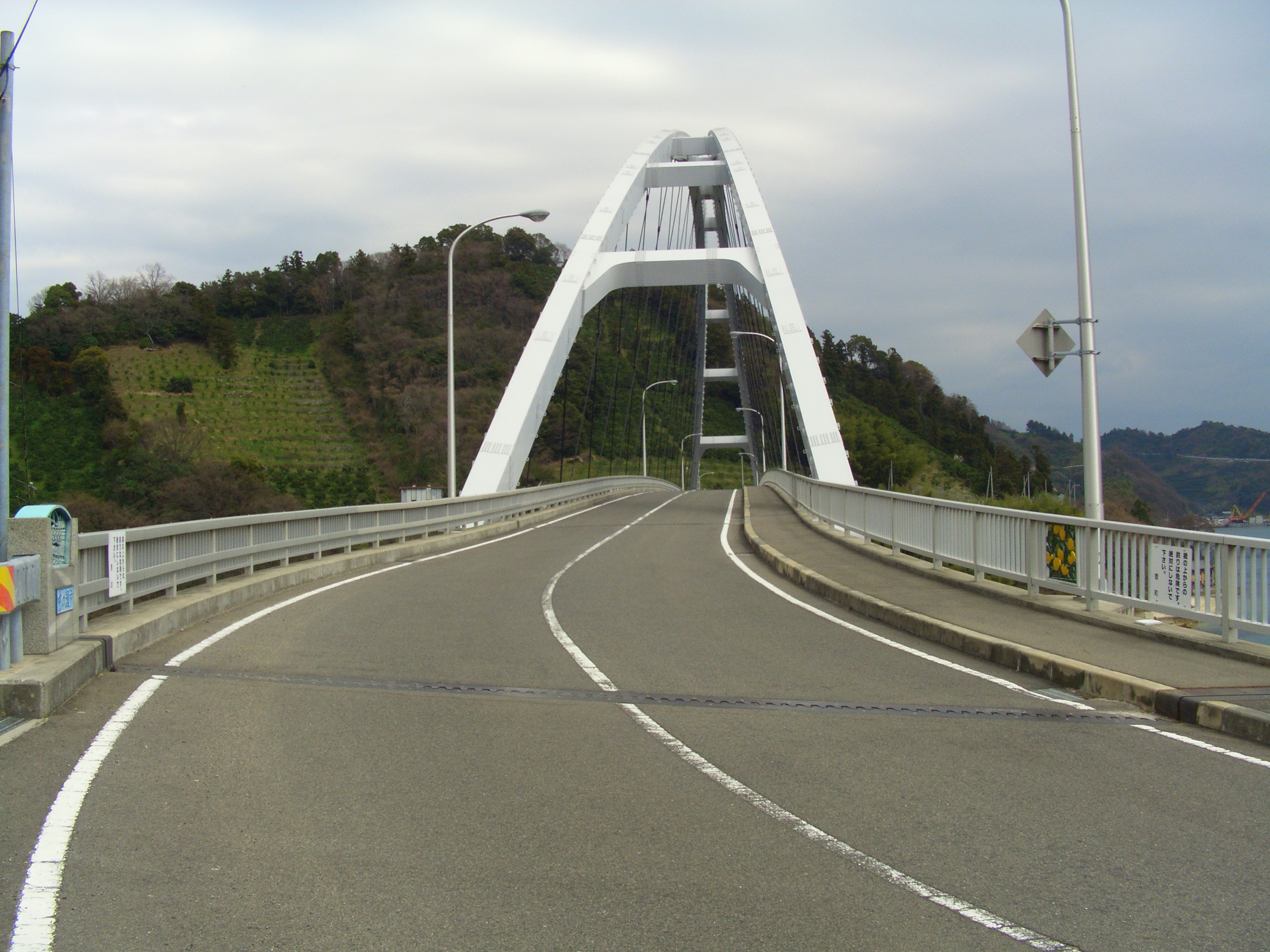
平羅島より撮影
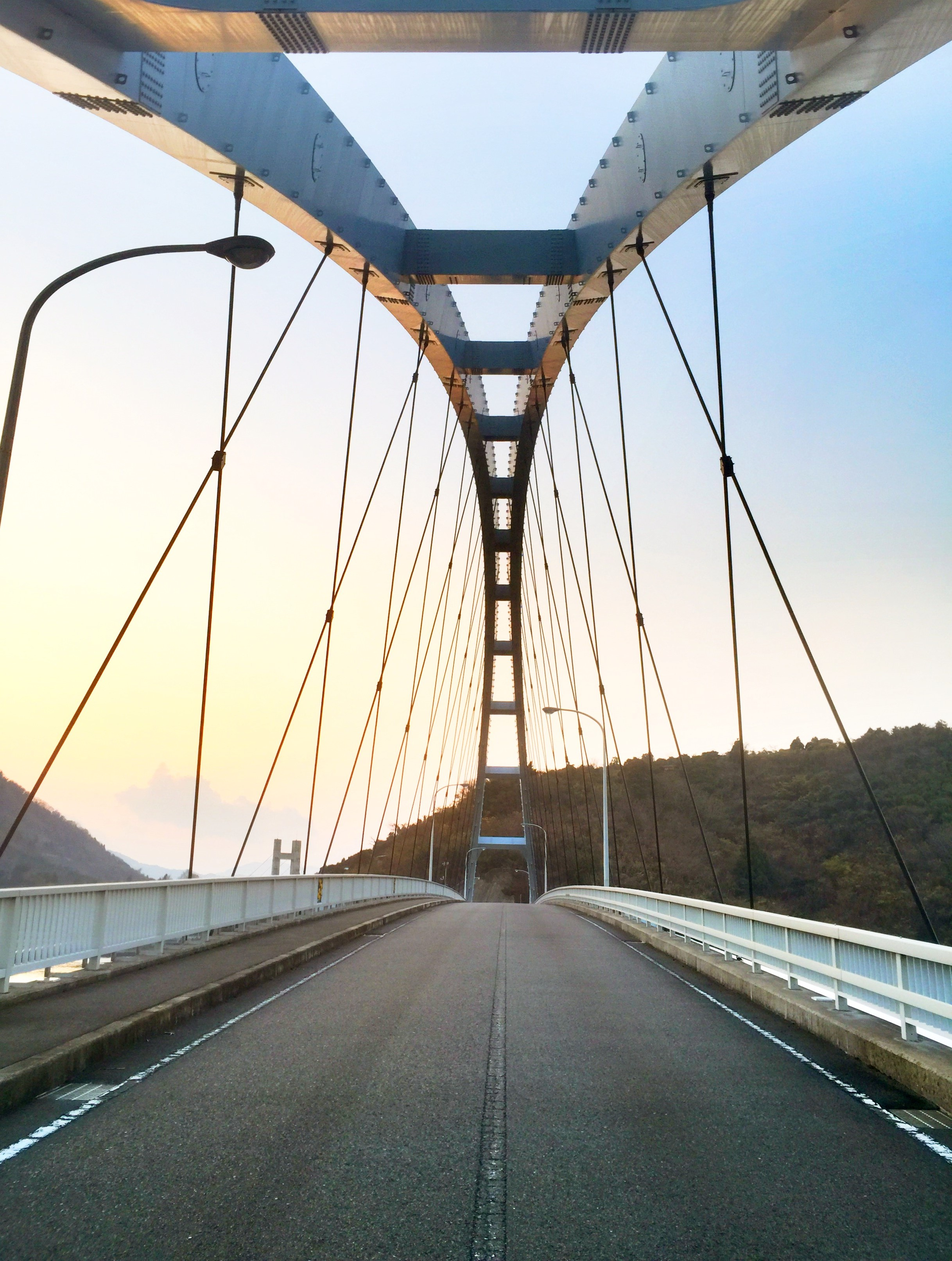
アーチ

## 参考資料
- 中の瀬戸大橋 - ひろしま観光ナビ